# Президентські вибори в Італії 2022
Президентські вибори в Італії 2022 року відбулись з 24 до 29 січня 2022 року. Зрештою лише у восьмому турі в межах партійного компромісу президентом обрали Серджо Матареллу.

## 1-й тур (24 січня)
| Кандидат                            | Голосів |
| ----------------------------------- | ------- |
| Паоло Маддалена                     | 36      |
| Серджо Матарелла                    | 16      |
| Марта Картабія                      | 9       |
| Сільвіо Берлусконі                  | 7       |
| Умберто Боссі                       | 7       |
| Роберто Кассінеллі                  | 7       |
| Гвідо де Мартіні                    | 7       |
| Антоніо Тассо                       | 7       |
| Етторе Розато                       | 6       |
| Марко Каппато                       | 5       |
| Марко Ландуччі                      | 4       |
| Чезаре Піанассо                     | 4       |
| Бруно Веспа                         | 4       |
| Енцо Алайя                          | 3       |
| Марія Тереза Бальдіні               | 3       |
| Елізабетта Беллоні                  | 3       |
| П'єр Луїджі Берсані                 | 3       |
| Джорджо Лауро                       | 3       |
| Джузеппе Молес                      | 3       |
| Марко Ріццо                         | 3       |
| Франческо Рутеллі                   | 3       |
| Клаудіо Сабелла Фіоретті            | 3       |
| Амедео Себастьяні                   | 3       |
| Франческо Танасті                   | 3       |
| Джуліано Амато                      | 2       |
| Альберто Анжела                     | 2       |
| Марія Елізабетта Альберті Каселлаті | 2       |
| П'єр Фердінандо Казіні              | 2       |
| Джузеппе Конте                      | 2       |
| Джанлука де Фаціо                   | 2       |
| Джанкарло Джорджетті                | 2       |
| Ерманно Лео                         | 2       |
| Клаудіо Лотіто                      | 2       |
| Уго Маттей                          | 2       |
| Клаудіо Нордіо                      | 2       |
| Паоло Сіані                         | 2       |
| Решта голосів                       | 88      |
| Картки пусті                        | 672     |
| Картки недійсні                     | 49      |

## 2-й тур (25 січня)
| Кандидат                            | Голосів |
| ----------------------------------- | ------- |
| Паоло Маддалена                     | 39      |
| Серджіо Маттарелла                  | 39      |
| Ренцо Тондо                         | 18      |
| Роберто Кассінеллі                  | 17      |
| Етторе Розато                       | 14      |
| Умберто Боссі                       | 12      |
| Марта Картабія                      | 8       |
| Джанкарло Джорджетті                | 8       |
| Луїджі Манконі                      | 8       |
| Сільвіо Берлусконі                  | 7       |
| Джузеппе Молес                      | 7       |
| П'єр Луїджі Берсані                 | 6       |
| Серафіно Дженерозу                  | 6       |
| Нікола Граттері                     | 6       |
| Чезаре Піанассо                     | 5       |
| Марко Каппато                       | 4       |
| Роберто Діп'яца                     | 4       |
| Маріо Драґі                         | 4       |
| Енріко Руджері                      | 4       |
| Еудженіо Сангрегоріо                | 4       |
| Джуліано Амато                      | 3       |
| Альберто Анжела                     | 3       |
| Марія Тереза Бальдіні               | 3       |
| Елізабетта Беллоні                  | 3       |
| Марія Елізабетта Альберті Каселлаті | 3       |
| Джорджо Лауро                       | 3       |
| Джуліо Просперетті                  | 3       |
| Франческо Рутеллі                   | 3       |
| Рафаеле Вольпі                      | 2       |
| Фульвіо Аббате                      | 2       |
| Джуліано Амато                      | 2       |
| Нікола Армаролі                     | 2       |
| Алессандро Барберо                  | 2       |
| П'єр Фердинандо Казіні              | 3       |
| Мікеле Каттарініч                   | 2       |
| Джузеппе Чине                       | 2       |
| Массімо Гілетті                     | 2       |
| Улісс Янні                          | 2       |
| Тоні Івобі                          | 2       |
| Уго Маттей                          | 2       |
| Чезаре Мірабеллі                    | 2       |
| Антоніо Раззі                       | 2       |
| Клаудіо Сабелла Фіоретті            | 2       |
| Джанфранко Скісьоне                 | 2       |
| Джуліо Тремонті                     | 2       |
| Решта голосів                       | 161     |
| Картки пусті                        | 527     |
| Картки недійсні                     | 38      |

## 3-й тур (26 січня)
Авторизовано: 1009. Присутні: 978. Виборців: 978.
Дві третини всіх, які мають право голосу: 673.
| Кандидат                   | Голосів |
| -------------------------- | ------- |
| Серджіо Маттарелла         | 125     |
| Гвідо Крозетто             | 114     |
| Паоло Маддалена            | 61      |
| П'єр Фердинандо Казіні     | 52      |
| Джанкарло Джорджетті       | 19      |
| Марта Картабія             | 8       |
| Луїджі Манконі             | 8       |
| П'єр Луїджі Берсані        | 7       |
| Умберто Боссі              | 7       |
| Марко Каппато              | 6       |
| Марко Дорія                | 6       |
| Клементе Мастелла          | 6       |
| Джузеппе Молес             | 6       |
| Маріо Драгі                | 5       |
| Сільвіо Берлусконі         | 4       |
| Нікола Граттері            | 4       |
| Елізабетта Беллоні         | 3       |
| Марія Тереза Бальдіні      | 2       |
| Стефано Бандекі            | 2       |
| Франческо Каппелло         | 2       |
| Умберто дель Бассо де Каро | 2       |
| Чезаре Піанассо            | 2       |
| Джованні Санна             | 2       |
| Джанфранко Скісьоне        | 2       |
| Бруно Веспа                | 2       |
| Решта голосів              | 84      |
| Картки пусті               | 412     |
| Картки недійсні            | 22      |

## 4-й тур (27 січня)
Авторизовано: 1009. Присутні: 981. Виборців: 540.
Утрималися: 441. Абсолютна більшість усіх, що мають право голосу: 505.
| Кандидат               | Голосів  |
| ---------------------- | -------- |
| Серджіо Маттарелла     | 166      |
| Ніно Ді Маттео         | 56       |
| Луїджі Манконі         | 8        |
| Марта Картабія         | 6        |
| Маріо Драгі            | 5        |
| Джуліано Амато         | 4        |
| П'єр Фердинандо Казіні | 3        |
| Елізабетта Беллоні     | 2        |
| Марія Тереза Бальдіні  | 2        |
| П'єр Луїджі Берсані    | 2        |
| Решта голосів          | двадцять |
| Картки пусті           | 261      |
| Картки недійсні        | 5        |

## 5 тур (28 січня)
Авторизовано: 1009. Присутні: 936. Виборців: 530.
Утрималися: 406  Абсолютна більшість усіх, які мають право голосу: 505.
| Кандидат                            | Голосів |
| ----------------------------------- | ------- |
| Марія Елізабетта Альберті Каселлаті | 382     |
| Серджіо Маттарелла                  | 46      |
| Ніно Ді Маттео                      | 38      |
| Сільвіо Берлусконі                  | 8       |
| Марта Картабія                      | 7       |
| Антоніо Таяні                       | 7       |
| П'єр Фердинандо Казіні              | 6       |
| Маріо Драгі                         | 3       |
| Елізабетта Беллоні                  | 2       |
| Жозеф Сезар Перрен                  | 2       |
| Решта голосів                       | 9       |
| Картки пусті                        | 11      |
| Картки недійсні                     | 9       |

## 6 тур (28 січня)
Авторизовано: 1009. Присутні: 976. Виборців: 531.
Утрималися: 445  Абсолютна більшість усіх, які мають право голосу: 505.
| Кандидат                            | Голосів |
| ----------------------------------- | ------- |
| Серджіо Маттарелла                  | 336     |
| Ніно Ді Маттео                      | 41      |
| П'єр Фердинандо Казіні              | 9       |
| Луїджі Манконі                      | 8       |
| Маріо Драгі                         | 5       |
| Марта Картабія                      | 5       |
| Елізабетта Беллоні                  | 4       |
| Джуліано Амато                      | 3       |
| Марія Елізабетта Альберті Каселлаті | 2       |
| Решта голосів                       | 9       |
| Картки пусті                        | 106     |
| Картки недійсні                     | 4       |

## 7 тур (29 січня)
Авторизовано: 1009. Присутні: 976. Виборців: 596.
Утрималися: 380  Абсолютна більшість усіх, які мають право голосу: 505.
| Кандидат               | Голосів |
| ---------------------- | ------- |
| Серджіо Маттарелла     | 387     |
| Карло Нордіо           | 64      |
| Ніно Ді Маттео         | 40      |
| П'єр Фердинандо Казіні | 10      |
| Елізабетта Беллоні     | 8       |
| Луїджі Манконі         | 8       |
| Марта Картабія         | 4       |
| Маріо Драгі            | 2       |
| Решта голосів          | 9       |
| Картки пусті           | 60      |
| Картки недійсні        | 4       |

## 8 тур (29 січня)
Уповноважено: 1009. Присутні: 983. Виборці: 983.
Абсолютна більшість усіх, що мають право голосу: 505.
| Кандидат                            | Голосів |
| ----------------------------------- | ------- |
| Серджіо Маттарелла                  | 759     |
| Карло Нордіо                        | 90      |
| Ніно Ді Маттео                      | 37      |
| Сільвіо Берлусконі                  | 9       |
| Елізабетта Беллоні                  | 6       |
| П'єр Фердинандо Казіні              | 5       |
| Маріо Драгі                         | 5       |
| Марія Елізабетта Альберті Каселлаті | 4       |
| Решта голосів                       | 18      |
| Картки пусті                        | 25      |
| Картки недійсні                     | 13      |

Матареллу переобрали на другий термін президентом Італійської Республіки. Він отримав 759 голосів.